# Angyali Társaság
Az Angyali Társaság egy titokzatos római katolikus vallásos társaság, amelyet Padányi Biró Márton veszprémi püspök alapított; a tagjai Zala és Veszprém vármegye előkelő urai voltak.

## A története
Padányi Biró Márton veszprémi püspök 1746-ban különleges társulatot alapított a Szentháromság dicsőítésére, hogy tagjai (ahogy a mennyei angyalok teszik) szünet nélkül dicsőítsék a Szentháromságot. Mivel azonban a világi foglalatosságok ezt erősen korlátozták, elosztották az év 8760 óráját, és ki-ki a számára kijelölt időben az egész társaság nevében dicsőítette a Szentháromságot. Imádságuk a rózsafűzér segítségével mondott Angyali Olvasó volt. Az Angyali társaság néhány tagjai: niczki gróf Niczky Kristóf, országbíró, tolnai Festetics Kristóf, helytartó-tanácsi tanácsos, somogyi alispán, forintosházi Forintos Gábor, királyi tanácsos, zalai alispán, boldogfai Farkas Ferenc, zalai alispán, Moser Pál építőmester. Biró Mártonnak „Angyali Társaságnak Szövetsége“ című munkája, 1754-től 1756-ig három kiadást ért, mindenik kiadása más-más lapszámozással.
Franz Anton Maulbertsch festőművész padányi Biró Márton püspök rendelésére a sümegi Urunk Mennybemenetele temploma karzatán megfestette a Veszprémi Egyházmegye előkelő családjainak portréit is. Ők a Padányi által alapított „angyali társaság” tagjai voltak, akik a püspök vezetésével rendszeresen összegyűltek, imádkoztak, a saját magánliturgiájukat követték. A püspöknek olyan kiadványa is volt, amely a szigorú liturgikus előírásokon túli szabályokat is tartalmazott, mint például a plébániáknak előírt szentháromság-tisztelet, amelyet erősen szorgalmazott. Nemcsak azt írta elő, hogy a plébániáknak rendelkezniük kell szentháromságszoborral, de a körmenetek megtartására is pontos instrukciókat adott, például hogy a szobrot vivők milyen színű ruhában legyenek, milyen legyen a trónus mintázata, vigyenek magukkal egy háromoldalú ládát, amelyet három lakat zár, és amelyet csak az angyali társaság három tagja egyszerre tud kinyitni egy bizonyos napon, hogy a ládában összegyűlt adományt jótékony célokra átadhassa. Ilyen részletekbe menően szabályozta a vallásgyakorlást a püspök, a társaság tagjainak pedig fontos volt, hogy az előírásokat betartva földesurukkal jó kapcsolatot ápoljanak, hiszen a püspök nem csak egyházi hatalommal rendelkezett.